# Tae’gwan
Tae’gwan (kor. 대관군, Tae’gwan-gun) – powiat w Korei Północnej, w prowincji P’yŏngan Północny. W 2008 roku liczył 69 565 mieszkańców. Graniczy z powiatami Sakju i Ch’angsŏng od północy, Tongch’ang od wschodu, T’aech’ŏn i Kusŏng od południa oraz Ch’ŏnma od zachodu. Przez powiat przebiega 120-kilometrowa linia kolejowa P’yŏngbuk, łącząca powiat Sakju z miastem Chŏngju, również w prowincji P’yŏngan Północny. 83% terytorium powiatu stanowią lasy.

## Historia
Przed wyzwoleniem Korei spod okupacji japońskiej tereny należące do powiatu wchodziły w skład powiatu Sakju (miejscowości Oenam, Namsŏ, Yangsan i Sup'ung). W obecnej formie powstał w wyniku gruntownej reformy podziału administracyjnego w grudniu 1952 roku. W jego skład weszły wówczas tereny należące wcześniej do miejscowości Oenam, Ryangsan, Sup'ung i Namsŏ. Powiat Tae’gwan składał się wówczas z jednego miasteczka (Tae’gwan-ŭp) i 29 wsi (kor. ri). W czerwcu 1958 roku należąca do powiatu wieś Kaehyŏk przeszła w granice administracyjne powiatu T’aech’ŏn.

## Gospodarka
Lokalna gospodarka oparta jest na przemyśle drzewnym i w dużej mierze także na rolnictwie, choć zaledwie 8,5% terytorium powiatu nadaje się pod uprawy. Na terenie powiatu znajdują się głównie uprawy kukurydzy. Istotne dla gospodarki regionu jest także górnictwo – na terenie powiatu Tae’gwan wydobywa się złoto i grafit.

## Podział administracyjny powiatu
W skład powiatu wchodzą następujące jednostki administracyjne:
| Nazwa jednostki administracyjnej | Rodzaj jednostki administracyjnej | Hangul | Hancha    |
| -------------------------------- | --------------------------------- | ------ | --------- |
| Tae’gwan-ŭp                      | miasteczko                        | 대관읍 | 大館邑    |
| Singwang-ri                      | wieś                              | 신광리 | 新光里    |
| Songnam-ri                       | wieś                              | 송남리 | 松南里    |
| Unch'ang-ri                      | wieś                              | 운창리 | 雲昌里    |
| Ullim-ri                         | wieś                              | 운림리 | 雲林里    |
| Suwŏn-ri                         | wieś                              | 수원리 | 水元里    |
| Myŏngsang-ri                     | wieś                              | 명상리 | 明上里    |
| Sin'on-ri                        | wieś                              | 신온리 | 新溫里    |
| Obong-ri                         | wieś                              | 오봉리 | 五峰里    |
| Wŏnp'ung-ri                      | wieś                              | 원풍리 | 院豊里    |
| Ryoha-ri                         | wieś                              | 료하리 | 料下里    |
| Ryangsan-ri                      | wieś                              | 량산리 | 兩山里    |
| Tŏkyŏn-ri                        | wieś                              | 덕연리 | 德淵里    |
| Tapp'ung-ri                      | wieś                              | 답풍리 | 畓/沓豊里 |
| Ryongsan-ri                      | wieś                              | 룡산리 | 龍山里    |
| Ryongch'ang-ri                   | wieś                              | 룡창리 | 龍昌里    |
| Namjang-ri                       | wieś                              | 남장리 | 南長里    |
| Taean-ri                         | wieś                              | 대안리 | 大安里    |
| Rohŭng-ri                        | wieś                              | 로흥리 | 老興里    |
| Ch'ŏnggye-ri                     | wieś                              | 청계리 | 淸溪里    |
| Kŭmch'ang-ri                     | wieś                              | 금창리 | 金倉里    |
| P’yŏnghwa-ri                     | wieś                              | 평화리 | 平和里    |
| Sinsang-ri                       | wieś                              | 신상리 | 新上里    |